# Обыкновенный конолоф
Обыкновенный конолоф (Conolophus subcristatus) или галапагосский конолоф, или друзоголов  — вид семейства игуановых (Iguanidae). Встречается на Галапагосском архипелаге, в частности на островах Сан-Сальвадор, Санта-Крус, Исабела и Фернандина. Его близкий родич бледный конолоф (Conolophus pallidus) обитает на острове Санта-Фе.

## Внешний вид
Обыкновенные конолофы — крупные и плотно сложенные ящерицы с сильными конечностями и большими когтями. Их длина тела достигает 1,2 м, а окраска варьирует от жёлтого до коричневого цветов. Голова короткая и притуплённая. От затылка по всей спине тянется колючий гребень. Хвост несколько длиннее, чем голова и туловище вместе взятые.

## Поведение
Обыкновенные конолофы обитают в вырытых ими же земляных норах, предоставляющих защиту от солнца. Они растительноядны и питаются ростками и цветками опунций. Катая части этого растения по земле, они удаляют его иголки. Потребность в воде они частично покрывают за счёт кактусов.

## Размножение
Самцы обороняют участки вокруг своих нор, используемых в качестве убежища не только ими, но и самками. Самки за один раз откладывают в мокрый песок или под листья до 25 яиц с мягкой, кожеобразной оболочкой. На сухом и скалистом острове Фернандина самки преодолевают расстояния до 15 км для того, чтобы найти подходящие места для кладки. Нередко таким местом является кратер потухшего вулкана. Детёныши появляются на свет спустя три-четыре месяца.